# Albin Ridefelt
Nils Albin Rickard Ridefelt, född 23 november 1991, är en svensk elitorienterare tävlande för OK Linné. Han bor och är uppvuxen i Uppsala. 2016 sprang han för första gången VM; han sprang medeldistansen och slutade 12:a. Han har även flera SM-medaljer, till exempel guld på medeldistans 2016, långdistans 2015, stafett 2013 och nattorientering 2012 och 2025. Han har även flera medaljer från junior-VM, till exempel guld i stafett.
Vid VM 2021 vann Ridefelt guld i stafett tillsammans med William Lind och Gustav Bergman.
Ridefelt vann också en bronsmedalj vid VM 2023 när han tillsammans med Gustav Bergman och Emil Svensk belade tredjeplatsen i stafett efter Schweiz och Finland
Vid EM 2022 vann Ridefelt guld på medeldistansen, samtidigt som silver- och brons gick till två andra svenskar (Anton Johansson och Gustav Bergman. När han två år senare vid EM 2024 försökte upprepa sitt guld på medeldistansen var han nära att lyckas, men missade på slutet. Han blev dock bronsmedaljör och bäste svensk. Han ingick också tillsammans med Viktor Svensk och Emil Svensk i det svenska stafettlag som vann silver.